# Джордан Стаал
Джордан Стаал (англ. Jordan Staal; 10 вересня 1988, м. Тандер-Бей, Канада) — канадський хокеїст, центральний нападник. Виступає за «Кароліна Гаррікейнс» у Національній хокейній лізі.
Виступав за «Пітерборо Пітс» (ОХЛ), «Піттсбург Пінгвінс».
В чемпіонатах НХЛ — 1261 матчів (286+390), у турнірах Кубка Стенлі — 147 матчів (36+34).
У складі національної збірної Канади учасник чемпіонатів світу 2007 (9 матчів, 0+2), 2013 (8 матчів, 1+2).  
Брати: Ерік Стаал, Марк Стаал.
Досягнення
- Чемпіон світу (2007)
- Володар Кубка Стенлі (2009).